# 竜馬がゆく
『竜馬がゆく』（りょうまがゆく）は、司馬遼太郎の長編時代小説（フィクション）。幕末維新を先導した坂本竜馬を主人公とする。
「産経新聞」夕刊に1962年6月21日から1966年5月19日まで連載し、1963年から1966年にかけ、文藝春秋全5巻で刊行された。1974年に文春文庫創刊に伴い全8巻で刊行、単行・文庫本ともに改版されている。
司馬の代表作であり、世間一般でイメージされる坂本龍馬像は、この歴史小説の影響が大きいとされている。
これまでに、大河ドラマの他に、民放各局でも何度かテレビドラマ化されている。とりわけ萬屋錦之介は中村錦之助時代から、この作品の「竜馬像」に惚れ込み、中村玉緒や弟の中村嘉葎雄等とも、初版刊行まもない時期に舞台公演をしており、司馬自身の「楽屋訪問」や「打ち上げ」での写真もある。

## 主な登場人物
坂本竜馬
土佐脱藩の志士。18歳で剣術修行のために出府した際に黒船来航に直面し、衝撃を受ける。勝海舟に師事し、軍艦を手に入れようと奔走する。子供のような一面を持ちつつ、つかみどころのない性格をしている。本作では名前は「竜馬」と表記される。
勝海舟
幕臣。竜馬の唯一の師匠。
陸奥陽之助
のちに宗光と改名。紀州藩出身。藩の勢力争いに絡み、父親が失脚したことに反発して、若くして脱藩。海援隊に参加し、竜馬の右腕として活躍する。才気煥発に過ぎ、朋輩の受けは今一つである。
おりょう
竜馬の妻。身寄りのない所を竜馬が保護し、寺田屋に住まわせた。初対面の人がはっとするほどの美人だが、思考が自己中心的でいわゆる「空気を読まない」発言もしばしばある。竜馬の女性関係に過敏で、姉の乙女の話題にすら反応する。
寝待ノ藤兵衛
元盗賊。竜馬の人柄にほれてその使用人のような存在となる。特技を生かし、諜報活動などを行う。
乙女
竜馬の姉。男勝りの性格で、竜馬に与えた影響は計り知れない。のちにおりょうを引き取るが、うまが合わなかったようである。
お登勢
伏見の船宿寺田屋の女主人。面倒見がよく、頭の良い女性。竜馬にほれているが、それを表に出さない。身寄りのないおりょうを養女とする。
お田鶴
土佐藩家老福岡家の娘。坂本家は福岡家預り郷士である。のちに三条実美に仕える。身分の差を越えて竜馬を愛している。平井収二郎の妹で西山志澄の妻となる平井加尾がモデルとされる。
千葉さな子
千葉重太郎の妹。女性ながら、北辰一刀流免許皆伝。竜馬に告白し、閉口した竜馬のあいまいな返事を承諾と受け取った。竜馬の婚約者として、生涯独身を貫いた。
後藤象二郎
土佐藩士。吉田東洋の縁者。竜馬の船中八策を受け入れ、山内容堂に大政奉還を進言する。
武市半平太
土佐藩士。竜馬と並ぶ郷士の頭目的存在。土佐勤王党を結成するが、吉田東洋暗殺、藩政壟断の罪に問われ切腹。
吉田東洋
土佐藩の元参政。土佐勤王党員に暗殺される。

## 書誌情報
単行本
- 『竜馬がゆく』 全5巻(1 立志篇,2 風雲篇,3 狂瀾篇,4 怒涛篇,5 回天篇)、文藝春秋、1986年（原著1963年 - 1966年）。ISBN 4-16-360065-5, 4-16-360075-2, 4-16-360085-X, 4-16-360095-7, 4-16-360105-8。
- 『竜馬がゆく』 全5巻(1 立志篇,2 風雲篇,3 狂瀾篇,4 怒涛篇,5 回天篇)（新装版）、文藝春秋、1988年。ISBN 978-4-16-362160-9, 978-4-16-362170-8, 978-4-16-362180-7, 978-4-16-362190-6, 978-4-16-362200-2。

愛蔵版
- 『竜馬がゆく』 全8巻、文藝春秋、1981年 - 1982年。ISBN 978-4-16-363010-6, 978-4-16-363020-5, 978-4-16-363030-4, 978-4-16-363040-3, 978-4-16-363050-2, 978-4-16-363060-1, 978-4-16-363070-0, 978-4-16-363080-9。

文庫版
- 『竜馬がゆく』 全8巻、文藝春秋〈文春文庫〉、1983年（原著1974年-1975年）。ISBN 978-4-16-710509-9, 978-4-16-710510-5, 978-4-16-710511-2, 978-4-16-710512-9, 978-4-16-710513-6, 978-4-16-710514-3, 978-4-16-710515-0, 978-4-16-710516-7。
- 『竜馬がゆく』 全8巻（新装版）、文藝春秋〈文春文庫〉、1998年。ISBN 978-4-16-710567-9, 978-4-16-710568-6, 978-4-16-710569-3, 978-4-16-710570-9, 978-4-16-710571-6, 978-4-16-710572-3, 978-4-16-710573-0, 978-4-16-710574-7。

全集
- 『司馬遼太郎全集　3・4・5』 竜馬がゆく　1・2・3、文藝春秋、1981年（原著1972年）。ISBN 978-4-16-510030-0, 978-4-16-510040-9, 978-4-16-510050-8。

## 逸話
本作品は司馬の代表作の一つで同時に維新の英傑として、今日に至る竜馬像を確立した作品である。『司馬遼太郎 歴史のなかの邂逅（5）』（中公文庫、2011年）に作品随想を収録している。
『竜馬がゆく』の執筆のきっかけは産経新聞時代の後輩にあたる高知県出身の渡辺司郎（元産経新聞社常務大阪代表、元大阪市教育委員会委員長）が遊びに来て
「これは仕事で言ってるのではなくて、自分の国の土佐には坂本竜馬という男がいる。竜馬を書いてくれ」と依頼されたことがきっかけになっている。依頼された当初は、司馬自身その気がなかったが、後日他の小説の資料あつめをしていると不思議と坂本竜馬が出てきて親しみを覚え、本格的に坂本竜馬を調べてみようと思うようになったと述べている。
当時坂本龍馬の誕生日には諸説あったが、この作品で11月15日を使用したため11月15日に龍馬の誕生日が確立したという逸話がある。
俳優で海援隊のボーカルでもある歌手の武田鉄矢は、高校生の頃にこの『竜馬がゆく』を読んで、熱烈な龍馬のファンになった。
サザンオールスターズの原由子も産休中に『竜馬がゆく』を読んだことがきっかけで、龍馬ファンになっている。
司馬は本作品の執筆にあたり、神田神保町の神田古書店街の複数店に依頼し、ワゴン車1台分の当時1400万円相当の古書・古文書を集め購入したという。

### ちょうりんぼう事件
1983年9月、京都新聞の広告に、被差別部落民の賤称である「ちょうりんぼう」という差別語が使われ、部落解放同盟がこれに抗議した。京都新聞社は『竜馬がゆく』に使われていた言葉を借用したと釈明したため、解放同盟は司馬を糾弾。同年12月に京都部落解放センターの差別確認会の席へ司馬を出席させた。この席で司馬は「"長吏"と人間の尊厳について」という釈明文を朗読した。ヤジなどで騒然としていた会場は司馬の部落差別に対する批判と明晰な文章によってすぐに静まりかえり、その後糾弾がエスカレートすることはなくなったという。なお司馬は執筆当時、「ちょうりんぼう」が差別語である事は知らず、古い土佐弁で「馬鹿」を意味する罵倒語の一種であるとしか認識してなかったと語っており、差別語の指摘を受け出版社へすぐに該当箇所の削除を申し出ている。

## テレビドラマ

### 1965年版
1965年4月19日〜1965年11月22日の21:00〜21:30にMBSで放送された。主役：中野誠也。

### 1968年版
NHK大河ドラマ、主役：北大路欣也。

### 1982年版
1982年1月2日の12:00～23:53にテレビ東京の12時間超ワイドドラマで放送された。主演は萬屋錦之介。

#### 各話タイトル
- 第1部「さらば土佐よ・運命を変えた巨人勝海舟」
- 第2部「勤王佐幕の対決・志なかばに倒る半平太」
- 第3部「京の動乱・池田屋を襲う近藤勇の新選組」
- 第4部「寺田屋騒動・西郷と桂、盟約の夜の遭難」
- 第5部「竜馬暗殺」

#### スタッフ
- 原作：司馬遼太郎
- 脚本：下飯阪菊馬、沢島正継、岡本育子、武末勝
- 監督：大洲斎、松島稔
- 音楽：佐藤勝

#### キャスト
| - 坂本竜馬：萬屋錦之介 - おりょう：大谷直子 - お登勢：淡島千景 - 坂本乙女：岸田今日子 - 坂本権平：内田稔 - お栄：野川由美子 土佐藩 - 中岡慎太郎：中村嘉葎雄 - 武市半平太：伊吹吾郎 - 近藤長次郎：原田大二郎 - 後藤象二郎：夏木陽介 - 乾退助：佐藤仁哉 - 岩崎弥太郎：秋野太作 - 武市富子：佳那晃子 - 田中顕助：野本博 - 長岡謙吉：木村元 - 吉村寅太郎：内田勝正 - 沢村惣之丞：佐藤京一 - 池内蔵太：柴田侊彦 - 溝渕広之丞：尾藤イサオ - 岡田以蔵：目黒祐樹 - 中平寅之進：西田健 - 望月亀弥太：南城竜也 - 北添佶摩：大村一郎 - 那須信吾：織田あきら - 山内容堂：黒川弥太郎 - 吉田東洋：川辺久造 - 井上佐一郎：小野武彦 - 山田広衛：勝部演之 薩摩藩 - 西郷吉之助：中村富十郎 - 大久保一蔵：北村総一朗 - 小松帯刀：堀内正美 - 中村半次郎：宮口二郎 - 大山弥助：北条清嗣 - 吉井幸輔：中村龍史 - 有馬新七：多宮健二 - 五代才助：加茂正 - 島津久光：仲谷昇 | 長州藩 - 桂小五郎：竜崎勝 - 高杉晋作：田村亮 - 三吉慎蔵：伊吹剛 - 来島又兵衛：高杉玄 - 吉田稔麿：佐藤佑介 - 伊藤俊輔：山口芳満 - 井上聞多：佃文伍郎 - 品川弥二郎：天田俊明 - 杉山松助：小坂生男 その他の藩 - 陸奥陽之助：岡本富士太 - 松平春嶽：御木本伸介 - 宮部鼎蔵：きくち英一 - 清河八郎：橋爪功 - 古高俊太郎：穂高稔 幕閣・幕臣 - 勝海舟：若林豪 - 大久保一翁：小林昭二 - 藤堂平助：長谷川明男 - 徳川慶喜：剣持伴紀 - 板倉勝静：浜田寅彦 - 近藤勇：張本勲 - 土方歳三：伊達正三郎 - 沖田総司：加納竜 - 山崎丞：うえだ峻 - 伊東甲子太郎：住吉道博 - 原田左之助：中屋敷鉄也 その他 - 岩倉具視：鈴木瑞穂 - 千葉さな子：美雪花代 - お田鶴：あべ静江 - 寝待ちの藤兵衛：藤木悠 - 千葉重太郎：峰岸徹 - 千葉定吉：垂水悟郎 - 池上：中庸助 - 万里：仙道敦子 - さち：柏原芳恵 - お元：秋野暢子 - ハリー・パークス：フレッド・クラーク - アーネスト・サトウ：ローラン・テッセイ - チャールズ・リチャードソン：ナイジェル・リード |

#### 映像媒体
- 竜馬がゆく DVDBOX  発売日：2001年12月21日：2010年3月12日
- 竜馬がゆく 第1巻  発売日：2001年12月21日
- 竜馬がゆく 第2巻  発売日：2001年12月21日
- 竜馬がゆく 第3巻  発売日：2001年12月21日
- 竜馬がゆく 第4巻  発売日：2001年12月21日
- 竜馬がゆく 第5巻  発売日：2001年12月21日

### 1997年版
1997年1月1日18：00〜23：09にTBSで放送された（TBS大型時代劇スペシャル枠）。
第一部 「立志」、第二部 「黎明」、全2部構成。

#### スタッフ
- 監督：脇田時三
- 脚本：長坂秀佳
- 音楽：篠原敬介
- 語り：林美雄
- 主題歌：沢田知可子&KATSUMI「生きる歓び」
- 製作：TBS、テレパック

#### キャスト
| - 坂本竜馬：高橋卓也（子役）→上川隆也 - おりょう：沢口靖子 - 坂本乙女：大地真央 - お田鶴：鶴田真由 - 坂本八平：西岡徳馬 土佐藩 - 中岡慎太郎：岡本健一 - 後藤象二郎：尾美としのり - 武市半平太：椎名桔平 - 岡田以蔵：長瀬智也（TOKIO） - 武市富子：斉藤慶子 - 吉田東洋：村井国夫 長州藩 - 桂小五郎：石黒賢 - 高杉晋作：西村和彦 - 久坂玄瑞：袴田吉彦 | 薩摩藩 - 西郷吉之助：赤井英和 - 大久保一蔵：井上肇 その他 - 勝海舟：西田敏行 - 千葉定吉：松本幸四郎 - 千葉さな子：松たか子 - 千葉重太郎：髙嶋政宏 - お登勢：池上季実子 - ジョン万次郎：大滝秀治 - 寝待ちの藤兵衛：間寛平 - お冴：篠原涼子 - 岡上新輔：山崎一 - 信夫左馬之介：矢島健一 |

#### 映像媒体
- 竜馬がゆく 発売日：2004年11月26日

※正式な番組名は「元日特別企画 司馬遼太郎原作ドラマ」。

※上記通り、番組名として銘打ってはいないが、前年96年には放送がなかった「TBS大型時代劇スペシャル」シリーズの「97年限りの復活作」と見做され、同シリーズ最終作として扱われることが多い。

※ 「TBS大型時代劇スペシャル」シリーズでは、89年に『坂本龍馬』を放映しており、竜馬を主人公に取り上げるのは2作目となった。

※ 「TBS大型時代劇スペシャル」シリーズ作品は最大で5時間枠の規模で、本作では更に15分長い放送枠を確保しており、同シリーズ作品として見た場合、文字通り「最後の大作」といえる作品に仕上がっている。

### 2004年版
テレビ東京開局40周年記念番組として新春ワイド時代劇枠で2004年1月2日に放送された。
第一部 「出発」、第二部 「脱藩」、第三部 「襲撃」、第四部 「希望」の全4部構成。

#### スタッフ
- 脚本：長坂秀佳
- 音楽：川崎真弘
- 主題歌：ASKA「心に花の咲く方へ」
- ナレーター：山寺宏一
- 殺陣：宇仁貫三
- 制作：島川哲雄（テレビ東京）、野田助嗣（松竹）
- プロデューサー補：三好英明（松竹）
- チーフプロデューサー：小川治（テレビ東京）
- プロデューサー：只野研治（テレビ東京）、武田功（松竹）、佐々木淳一（松竹）
- 企画協力：C.A.L
- 監督：松原信吾、奥村正彦
- 製作：テレビ東京、松竹株式会社

#### キャスト
| - 坂本竜馬：市川染五郎 - おりょう：内山理名 - 桂小五郎：原田龍二 - 高杉晋作：葛山信吾 - お田鶴：井川遥 - お登勢：若村麻由美 - 坂本乙女：室井滋 - 武市半平太：沢村一樹 - 千葉重太郎：的場浩司 - 千葉佐那子：前田愛 - 陸奥陽之助：大柴邦彦 - 後藤象二郎：吹越満 - 三吉慎蔵：東根作寿英 - 岡本健三郎：中村俊太 - 伊藤俊輔：丹羽貞仁 - 井上聞多：藤波晟 - 菅野覚兵衛：浜田学 - 沢村惣之丞：内田健介 - 近藤長次郎：長谷川朝晴 - 池内蔵太：平岳大 - 岡田以蔵：高杉瑞穂 - 久坂玄瑞：高橋和也 - 寺島忠三郎：松田洋治 - 吉田東洋：萩原流行 | - 勝海舟：柄本明 - 千葉貞吉：藤田まこと - 中岡慎太郎：山田純大 - 西郷吉之助：髙嶋政宏 - 大久保一蔵：斎藤歩 - 小松帯刀：樋口浩二 - 岩倉具視：木下ほうか - ジョン万次郎：中村梅雀 - 寝待ノ藤兵衛：渡辺いっけい - 山内容堂：宇梶剛士 - 来島又兵衛：石橋蓮司 - 近藤勇：谷口高史 - 大浦お慶：松たか子 - 坂本八平：橋爪功 - 武市富子：松本紀保 - 坂本権平：吉見一豊 - 坂本春猪：藤本美貴（モーニング娘。） - 岡上新輔：石丸謙二郎 - 水野播磨介：小橋賢児 - お冴：雛形あきこ - いと：広岡由里子 - 刺客：内藤剛志 - おたけ：立石涼子 - 信夫左馬之助：寺島進 - 松平春嶽：松本幸四郎 |

※1997年版と同じ長坂秀佳の脚本だが、放映時間が伸びたことで場面、登場人物が追加された他、97年版と同じ場面でもかなり改稿が加えられ、新しい仕上がりの作品となっている。

#### 映像媒体
- 竜馬がゆく DVD-BOX (2004年9月25日発売)

## 漫画
- 「竜馬がゆく」（作画：鈴ノ木ユウ、週刊文春2022年5月5日・12日合併号[4][5] - 2023年5月4日・11日号、9月28日号[6]（文春オンライン6月22日[7] - 9月7日）-、既刊13巻）
  1. 2022年8月23日発売、ISBN 978-4-16-090130-8
  2. 2022年11月24日発売、ISBN 978-4-16-090140-7
  3. 2023年2月21日発売、ISBN 978-4-16-090143-8
  4. 2023年5月29日発売、ISBN 978-4-16-090145-2
  5. 2023年8月24日発売、ISBN 978-4-16-090150-6
  6. 2023年11月30日発売、ISBN 978-4-16-090154-4
  7. 2024年2月20日発売、ISBN 978-4-16-090162-9
  8. 2024年5月23日発売、ISBN 978-4-16-090171-1
  9. 2024年8月22日発売、ISBN 978-4-16-090179-7
  10. 2024年11月21日発売、ISBN 978-4-16-090190-2
  11. 2025年2月20日発売、ISBN 978-4-16-090195-7
  12. 2025年5月16日発売、ISBN 978-4-16-090201-5
  13. 2025年8月18日発売、ISBN 978-4-16-090209-1